# فرودگاه شونون
فرودگاه شونون (به انگلیسی: Shaunavon Airport) یک فرودگاه همگانی است که یک باند فرود خاک و آسفالت دارد و طول باند آن ۱۰۱۸ متر است. این فرودگاه در کشور کانادا قرار دارد و در ارتفاع ۹۲۳ متری از سطح دریا واقع شده است.